# جون بوريس
جون بوريس (بالإنجليزية: John Burris)‏ هو محامي أمريكي، ولد في 8 مايو 1945 في فاليجو في الولايات المتحدة.